# 英國民用航空旗
英國民用航空旗（British Civil Air Ensign）是在英國註冊的民用航空機上使用的旗幟。在英國的民航機上，應使用這面旗幟，而非英國國旗。這面旗幟左上有英國國旗，其它大部分區域是淺藍色，並有一個深藍色的聖喬治十字。

## 外部連結
- Flags of the World - United Kingdom: Civil Air Ensign （页面存档备份，存于）